# Agonocryptus mulleus
Agonocryptus mulleus là một loài tò vò trong họ Ichneumonidae.